# 聖セバスティアヌス (ルーベンス)
『聖セバスティアヌス』（せいセバスティアヌス、独: Der Heilige Sebastian、英: St Sebastian）は、フランドルのバロック期の巨匠ピーテル・パウル・ルーベンスが1614年頃、キャンバス上に油彩で制作した絵画である。古代ローマ時代の殉教者聖セバスティアヌスを主題としている。絵画は本来、ルーベンスと、デン・ハーグにいたイギリス大使ダドリー・カールトン卿の間の1618年の美術品交換に含まれていた。現在、ベルリン絵画館に所蔵されている。

## 作品
カールトン卿はヴェネツィアでの大使時代に古代の大理石彫刻のコレクションを形成していたが、ルーベンスはこのコレクションを欲していた。1618年にカールトン卿に宛てた手紙の中で、ルーベンスは、「自身の手になる裸の聖セバスティアヌス」を含む自宅に所有していた自身の絵画について触れているが、本作がおそらくその絵画にあたる。数週間の交渉の末に、ルーベンスは、本作を含む4000フロリン相当の自身の絵画、および2000フロリンと引き換えにカールトン卿の古代彫刻を取得した。
聖セバスティアヌスは、3世紀末のディオクレティアヌス帝時代に殉教した聖人である。最初、矢で射られたが奇蹟的に生き返り、次に撲殺された。矢で射られながらも生還した聖セバスティアヌスは、初期キリスト教時代でさえイエス・キリストの復活と対応するものと見なされた。 彼は木や柱に縛り付けられ、矢で射された裸体で表現されることが多いが、本作の聖セバスティアヌス像はルーベンスによりキリストの磔刑を想起させるように意図されており、目を上方の天に向け、血の流れ出る傷口にはあまり影響されていないように見える。 
ルーベンスは本作でイタリアで学んだ経験を活かしており、古代的、イタリア・ルネサンス的なたくましい聖セバスティアヌスの身体を、北方絵画的な生命感あふれる自然と結びつけている。聖人の裸体表現は、明らかにミケランジェロの堂々たる彫刻作品に触発されている。また、平衡感覚のあるポーズは、アンドレア・マンテーニャの『聖セバスティアヌス』 (美術史美術館、ウィーン) など聖人を表す際に頻繁に用いられたポーズを反映している。本作のS字型の裸体像は有名な古代彫刻『ラオコーン像』 (ヴァチカン美術館) を想起させるが、その苦悶はやや捩じられた腰から上の半身部分に表現されている。さらに、聖セバスティアヌスの劇的な表情は、死の苦悶描写の手本と見なされたヘレニズム時代の大理石の胸像『死せるアレクサンドロス3世』の表情に類似している。
本作の構図、弓矢の静物描写、および強烈な明暗の対比はカラヴァッジョの影響を示している。一方、ルーベンスは、風景描写が物語の雰囲気を表す点において北方絵画の伝統を継承している。あたかも風景の奥行きと暗さが聖セバスティアヌスの殉教のドラマを反映するかのようであり、地平線上の夕焼けの冷たい黄色が前景の光と呼応している。

## ギャラリー

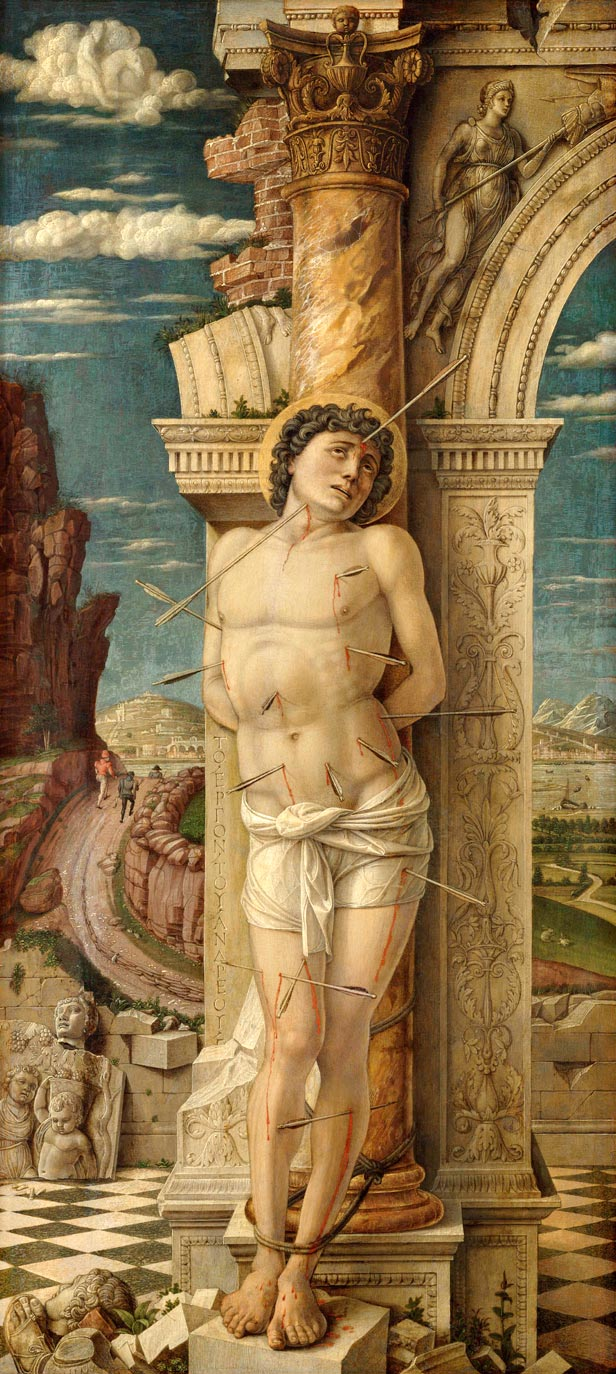
アンドレア・マンテーニャ『聖セバスティアヌス』 (1456-1459年頃)、美術史美術館、ウィーン
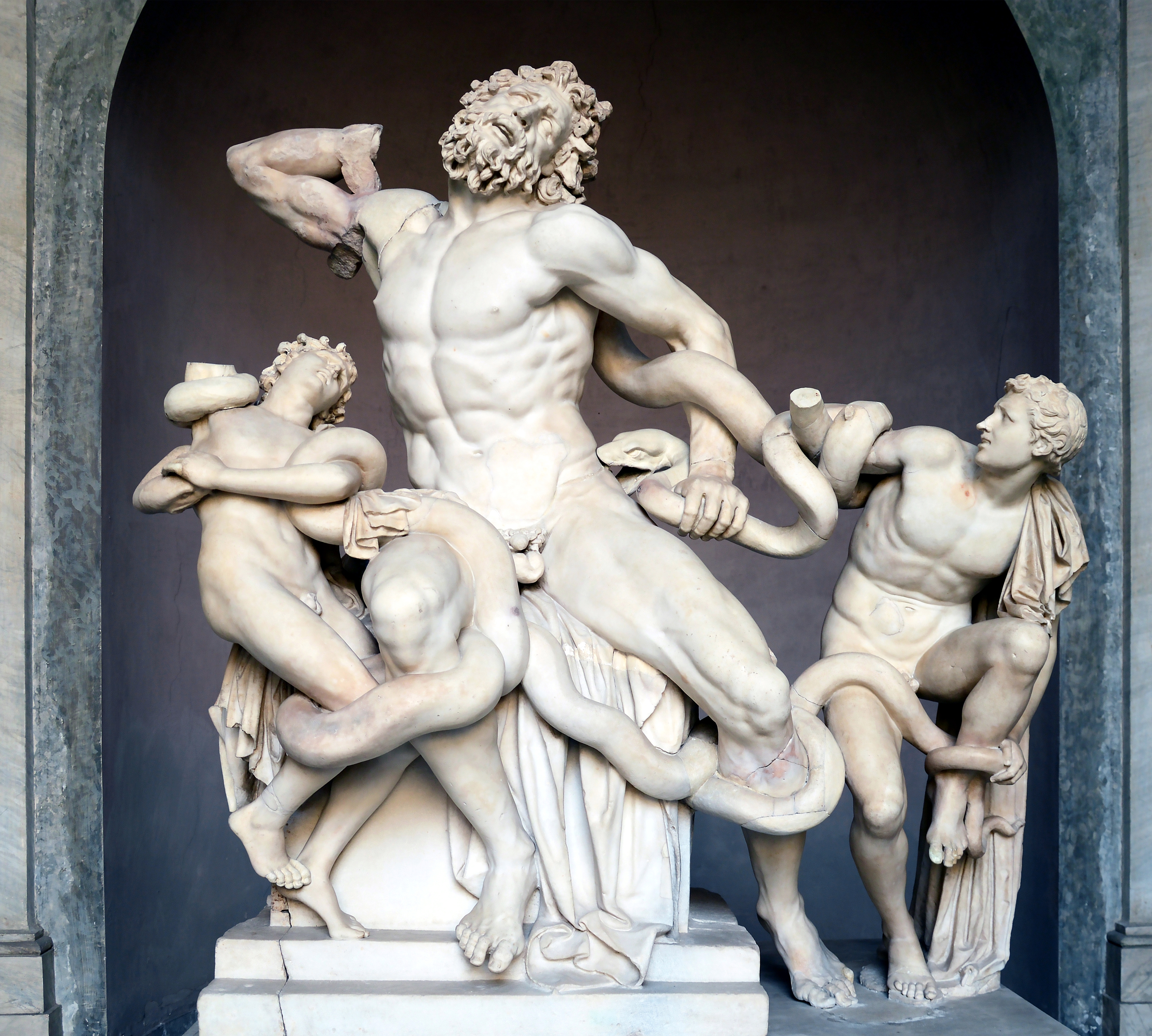
『ラオコーン像』 (紀元前200年頃) 、ヴァチカン美術館
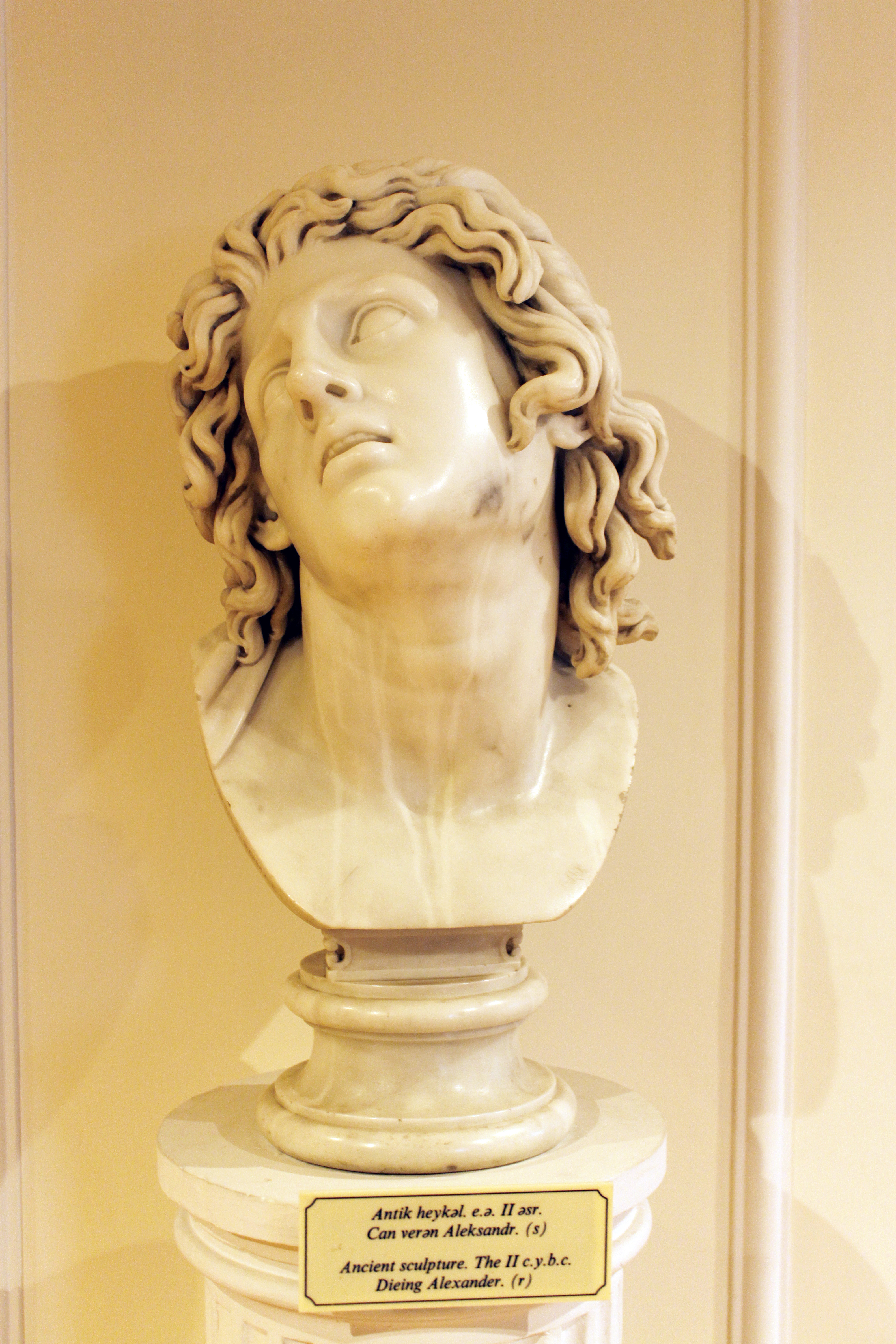
『死せるアレクサンドロス3世』 (紀元前2世紀) 、アゼルバイジャン国立美術館